# Bellevue Investments
Bellevue Investments GmbH & Co. KGaA – spółka komandytowo-akcyjna, jest spółką holdingową posiadającą wiele spółek-córek oraz udziałów w kraju i zagranicą. Jej spółki zależne charakteryzują się różnymi modelami biznesowymi. Zajmują się oprogramowaniem, usługami internetowymi, udostępniają oferty zapewniające rozrywkę i treści. Firma działa również na rynku nieruchomości. We wszystkich spółkach należących do Bellevue Investments zatrudnionych jest około 350. pracowników.
Przedsiębiorstwo zostało założone w roku 1993, pod nazwą Magix, w Monachium. Jego założycielami byli Jürgen Jaron, Dieter Rein i Erhard Rein. W 1998 dołączyło do nich dwóch programistów: Tilman Herberger i Titus Tost. W tym samym roku przeniesiona została główna siedziba spółki, która od tego momentu znajduje się w Berlinie. W 2001 zmieniona została forma prawna przedsiębiorstwa, ze spółki z ograniczoną odpowiedzialnością na spółkę akcyjną – Magix AG. 6 kwietnia 2006 Magix AG miał swój debiut na niemieckiej giełdzie. Akcje Magix AG były notowane na rynku podstawowym oraz w Prime Standard (alternatywny rynek w strukturze niemieckiej), będącym częścią Frankfurckiej Giełdy Papierów Wartościowych. Po przejściu do obecnego na giełdzie we Frankfurcie segmentu o nazwie „Entry Standard” w roku 2012 Magix AG złożył w maju 2014 wniosek o wyjście z tzw. rynku nieurzędowego i wycofanie z giełdy z dniem 30 listopada 2014.

## Spółki zależne

### Magix Software GmbH
Magix Software GmbH jest największą spółką zależną Bellevue Investments. Spółka jest obecna na rynku międzynarodowym, produkując oprogramowanie, głównie w segmencie muzycznym i usług. Główną siedzibą spółki jest Berlin. Pozostałe siedziby znajdują się w Dreźnie i Lübbecke w Niemczech, Bolonii we Włoszech, Boulogne we Francji, Huizen w Holandii, Hemel Hempstead w Wielkiej Brytanii, Markham w Kanadzie oraz Reno w USA.
Produkty
| Zdjęcia i grafika        |
| Photo & Graphic Designer |

| Filmy                     |
| Video deluxe              |
| Ratuj swoje kasety wideo! |
| Video easy                |

| Muzyka      |
| Music Maker |

| Produkty profesjonalne |
| Video Pro X            |

### Magix Online Services GmbH
W 2004 MAGIX udostępnił serwis Magix Online Services GmbH www.magix-online.com, czyli usługi internetowe, do których należą Magix Online Album i Magix Website Maker oraz powiązane z nimi jednostki. W 2009 na rynku pojawił się Magix Web Designer, program do tworzenia własnych stron internetowych.

### Xara Group Ltd.
W 2007 Magix przejął angielską spółkę Xara Group Ltd. z siedzibą w Hemel Hempstead. Xara jest producentem programów graficznych oraz narzędzi do projektowania stron internetowych. Firma jest znana przede wszystkim ze swojego programu o nazwie Xara Designer Pro, który obecnie dostępny jest w wersji 10 (stan z września 2014).
Firma została założona w roku 1981 i w początkach swojej działalności produkowała najróżniejsze systemy, jak np. Atari ST, BBC Micro czy Acorn Archimedes. W niej też powstał „ArtWorks”, bezpośredni poprzednik Xara Xtreme. Od roku 1996 Xara produkuje także dla Windows. To tutaj zostały wyprodukowane Xara 3D, Xara X czy Xara Xtreme – poprzedniczki sprzedawanych dziś przez Magix programów Magix 3D Maker, Magix Photo & Graphic Designer i Xara Designer Pro.
Od 2009 razem z Magix Web Designer udostępniany jest także program służący wyłącznie do tworzenia stron internetowych. W 2013 dołączył do nich program typu DTP o nazwie Magix Page & Layout Designer.
W krajach anglosaskich wszystkie tworzone produkty nadal są sprzedawane pod nazwą Xara.

### mufin GmbH
mufin (wymowa jak w przypadku Muffin) oznacza „Wyszukiwarkę muzyczną”. mufin GmbH www.mufin.com od 2007 należy do Magix.
Technologia mufin opiera się na AudioID – akustycznym odcisku palca Acoustic fingerprint, który umożliwia szybkie rozpoznawanie utworów i sygnałów muzycznych. AudioID jest częścią standardu MPEG-7.
Oprócz rozpoznawania muzyki, mufin jest aktywny w obszarze Automatic Content Recognition, który może być wbudowany jako usługa w tzw. aplikacjach drugiego ekranu.

### Catooh Corp. / Appic Labs Corp.
W roku 2007 Magix utworzył Catooh Corp. w Las Vegas, Nevada, USA. Spółka kapitałowa została wpisana do tamtejszego rejestru handlowego w dniu 5 kwietnia 2007. Jej zadaniem była realizacja transakcji za pomocą internetowej usługi Catooh, która określana jest mianem internetowego katalogu multimediów. W 2013 nazwa spółki uległa zmianie na Appic Labs Corp. Od tego czasu usługa Catooh jest realizowana przez Magix Computer Products International Corp., podczas gdy Appic Labs zajmuje się produkcją i promocją mobilnych aplikacji przeznaczonych do filmowania i robienia zdjęć.

### Magix Audio GmbH
Spółka Magix Audio GmbH została założona w roku 2011. Tworzy aplikacje przeznaczone na urządzenia przenośne, np. Music Maker Jam na Windows 8 i Android.

### Open Seminar GmbH
W 2011 powołano Open Seminar GmbH, do której należy portal provenexpert.com, platforma zajmująca się rekomendacją produktów i analizą zadowolenia klientów.

### simplitec GmbH
simplitec GmbH to międzynarodowy dostawca oprogramowania systemowego. W obecnej ofercie simplitec znajdują się produkty simplifast, simpliclean i simplisafe, które są sprzedawane jako pakiet simplitec Power Suite w postaci rocznego abonamentu.

### Bellevue Property GmbH
Bellevue Property GmbH jest spółką deweloperską, posiadającą nieruchomości w Dreźnie i Berlinie.

### Spółki zależne
Poniższe jednostki należą w 100% do Grupy Magix (zgodnie ze stanem z 30 września 2013):
- APPIC LABS Corp., Las Vegas, Nevada, USA
- APPIC LABS GmbH, Berlin, Niemcy
- Bellevue Property GmbH, Zossen, Niemcy
- MAGIX Audio GmbH, Berlin, Niemcy
- MAGIX Computer Products International Corp. Reno, Nevada, USA
- MAGIX Entertainment S.A.R.L. Paryż, Francja
- MAGIX Kanada
- MAGIX Entertainment S.R.L. Bolzano, Włochy
- MAGIX Entertainment B.V. Huizen, Holandia
- MAGIX Limited Hemel Hempstead, Hertfordshire, Wielka Brytania
- MAGIX Limited Tajpej, Tajwan
- MAGIX Online Services GmbH Berlin, Niemcy
- MAGIX Software GmbH Berlin, Niemcy
- myGOYA GmbH, Zossen, Niemcy
- mufin GmbH Berlin, Niemcy
- OpenSeminar GmbH Berlin, Niemcy
- simplitec GmbH Berlin, Niemcy
- The Xara Group Ltd. Basingstoke, Hampshire, Wielka Brytania